# Simulacron-3
Simulacron-3 es una novela de ciencia ficción escrita por Daniel Francis Galouye y publicada originalmente en 1964 por la editorial Bantam Books. La novela presenta una de las primeras descripciones literarias de la realidad virtual.

## Resumen
Simulacron-3 es la historia de una ciudad virtual (Simulador Virtual) desarrollada por un científico para reducir el uso de encuestas. El simulador está tan bien programado que, aunque los habitantes, a excepción de uno, tienen su propia conciencia, no se dan cuenta de que son sólo impulsos electrónicos de un ordenador.
El científico a cargo del simulador, Hannon Fuller, muere misteriosamente, y su compañero, Morton Lynch, desaparece. El protagonista, Douglas Hall, que está con Lynch cuando éste desaparece, encuentra difícil entender su propia locura.
Conforme la historia trascurre, el protagonista se da cuenta de que su mundo puede que no sea "real" y que puede que sea sólo una simulación generada por un ordenador.

## Trabajos similares
En literatura, el cuento de Frederik Pohl "El túnel bajo el mundo" (1955) trata de temas de carácter filosófico con un criticismo satírico sobre mundo del marketing. Aunque el cuento de Pohl describe una realidad simulada mecánica, la conciencia de los habitantes reside en un ordenador.
La novela de Philip K. Dick Tiempo desarticulado (1959), presenta a un hombre que no se da cuenta de que vive en una falsa ciudad. 
La película Matrix (1999) describe un mundo donde, su población, no se da cuenta de que el mundo en el que viven es una simulación de realidad virtual. 
The Plagiarist (2011) de Hugh Howey es una novela corta que trata temas e ideas similares.

## Adaptaciones
La novela ha sido adaptada varias veces a distintos formatos, incluyendo la película alemana  Welt am Draht (1973) (World on a Wire), dirigida por Rainer Werner Fassbinder, la película The Thirteenth Floor (1999) dirigida por Josef Rusnak y la película World of Wires (2012) dirigida por Jay Scheib.